# Toni Soler
Antoni Soler i Guasch (Figueras, 4 de junio de 1965), más conocido como Toni Soler, es un periodista, escritor, productor de radio y televisión español. Es el director del programa Polònia de TV3. Actualmente es el presentador del programa Està passant, que se emite en TV3.

## Biografía
Hijo de la escritora Carme Guasch y hermano de la escritora Sílvia Soler, se crio en Badalona, empezando de muy joven a colaborar en los medios de comunicación locales. Después trabajó en los diarios Avui y El Observador, siempre como redactor de política catalana. Tiene estudios de Historia por la Universidad de Barcelona. 

### Radio
En 1995 se incorporó al equipo del programa El Terrat (Ràdio Barcelona), presentado por Andreu Buenafuente, como guionista. En el 2000 inició el programa Minoria Absoluta (RAC 1), que seis años más tarde ganó los premios Ciudad de Barcelona y Ondas al Mejor programa de radio de España.

### Televisión
Su colaboración con Andreu Buenafuente en la radio continuó en TV3: primero como guionista en los programas Sense títol y Bonic vespre y después como director y presentador de Malalts de tele (1997-2000), un espacio de parodia y actualidad televisiva. Por su trabajo en dicho programa, obtuvo el Premio Ondas en 1998 al programa más innovador.
Soler trató de trasladar el éxito radiofónico de la sátira política de Minoria absoluta a la televisión con programas como Set de notícies o Set de nit, ambos en la televisión pública catalana. En la televisión pública española fue el programa presentado por Julia Otero, Las cerezas, en el que buscó el hueco para la sátira política y en Antena 3 fue Mire usté. Pero el gran éxito llegó en 2006 con la sátira de la política catalana: Polònia.
Polònia debe su título al hecho de que ciertos españoles, al no entender el catalán y considerarlo un idioma extranjero, se refieren a los catalanes como polacos. El programa ha obtenido una gran respuesta por parte de la audiencia y diversos premios, como los Premios Protagonistas, Ondas y de la Academia de Radio y Televisión.
En 2008, tras el éxito de Polònia, decidió trasladar el formato al mundo de fútbol con Crackòvia (TV3). Un año más tarde, junto a sus compañeros Queco Novell y Manel Lucas, creó la productora Minoria Absoluta que recientemente realizó una ampliación de capital. En 2010, la productora estrenó, en Antena 3, un programa de sátira del mundo rosa y del corazón presentado por Àngel Llàcer y titulado La escobilla nacional.
Desde septiembre de 2017 hasta el diciembre de 2023 presentó, junto a Jair Domínguez i Òscar Andreu, Està Passant en TV3.

#### Denuncia por escarnio
La Fundación de Abogados Cristianos presentó —el 11 de abril de 2023— una denuncia en los juzgados de Sant Feliu de Llobregat (Barcelona) contra los presentadores Toni Soler y Jair Domínguez y la actriz Judit Martín por un presunto delito de escarnio contra los sentimientos religiosos en el programa 'Està passant' que hizo una burla de la Virgen del Rocío.
El Código Penal establece que el delito de escarnio está penado con multa de ocho meses a un año por "ofender los sentimientos de los miembros de una confesión religiosa, hagan públicamente, de palabra, por escrito o mediante cualquier tipo de documento, burla de sus dogmas, creencias, ritos o ceremonias, o vejen, también públicamente, a quienes los profesan o practican" (art. 525).

### Prensa
Soler se inició como redactor político en Avui y posteriormente colabora regularmente en la prensa, principalmente en el diario Ara, aunque antes lo había hecho en La Vanguardia.

### Activismo independentista
Soler ha sido acusado por alguna prensa de estar relacionado con el proceso independentista catalán. A raíz de las publicaciones de ayudas de la Generalidad de Cataluña a medios y periodistas, se publicó que su productora, Minoria Absoluta, había sido objeto de procedimientos de inspección.

## Obra publicada

### No ficción
- 1998, Història de Catalunya (modèstia apart)
- 2019, El tumor
- 2020, Un bon cel

### Novela
- 1994, Pretèrit Imperfecte.
- 2009, L'última carta de Companys.

### Relatos
- 1996, Els mals moments.

### Biografías
- 1995, Roca, l'últim segon.

### Divulgación
- 2000, Badalona davant del mirall.
- 2006, La Penya en 75 paraules.

### Humor
- 1997, Diccionari poc útil.
- 2003, Vota'm, inútil!.
- 2005, Minoria Absoluta al país del tripartit.
- 2007, El llibre mediàtic de Polònia.